# Pawel Nikolajewitsch Nasimow

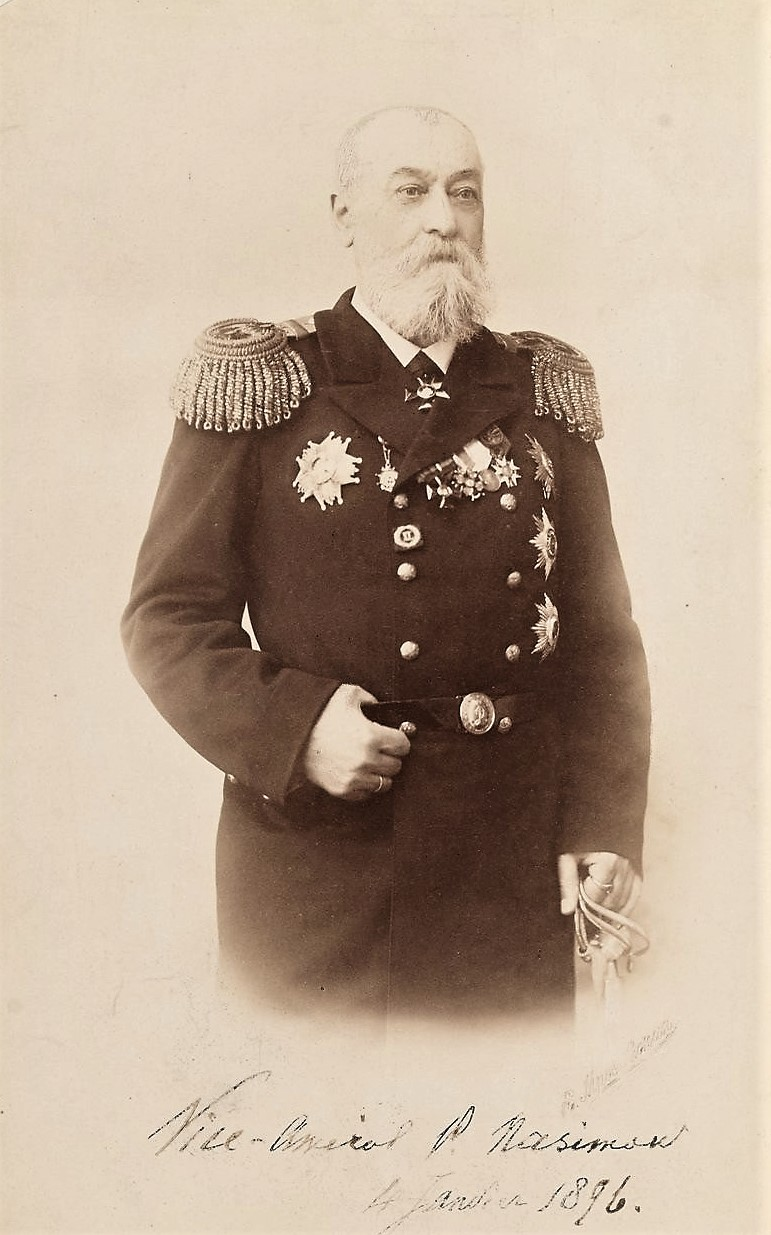
Pawel Nikolajewitsch Nasimow

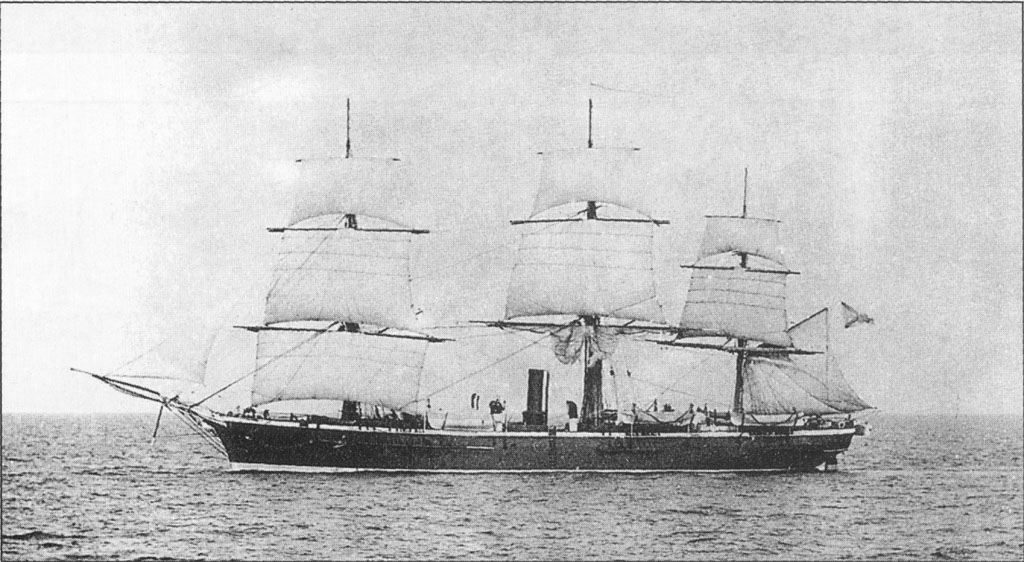
Korvette Witjas

Pawel Nikolajewitsch Nasimow (russisch Павел Николаевич Назимов, wiss. Transliteration Pavel Nikolaevič Nazimov; * 9. Juli 1829 in der Provinz Pskow; † 24. Dezember 1902 in Sankt Petersburg) war ein russischer Seefahrer und Vizeadmiral.

## Leben
Pawel Nasimow wurde 1829 geboren. Er war der  Sohn eines Marineoffiziers. In den Jahren 1852–1853 segelte Nasimow auf der Dwina einem Frachtschiff von Kronstadt um das Kap der Guten Hoffnung und Tasmanien nach Petropawlowsk-Kamtschatski, von wo aus er durch Sibirien nach St. Petersburg zurückkehrte. In den Jahren 1870–1871 segelte Nasimow als Kommandant der Korvette Witjas von Kronstadt aus um Südamerika herum zum Pazifischen Ozean und zur Astrolabe-Bucht. Er entdeckte die Meerenge, die später nach seinem Schiff, der Witjas, benannt wurde. Nasimow war von 1892 bis 1898 Leiter der Zentralen Hydrographischen Verwaltung.
Kapitän Nasimow war es, der 1871 in der Astrolabe-Bucht an der Nordküste Neuguineas unweit der heutigen Stadt Madang den jungen russischen Forscher Nikolai Nikolajewitsch Miklucho-Maklai absetzte.